# Micropsitta
A harkálypapagáj (Micropsitta) a madarak osztályának papagájalakúak (Psittaciformes) rendjébe és a szakállaspapagáj-félék (Psittaculidae) családjába tartozó nem.

## Rendszerezésük
A nemet René Primevère Lesson francia ornitológus írta le 1831-ben, az alábbi 6 faj tartozik ide:
- Vörösbegyű harkálypapagáj (Micropsitta bruijnii)
- Finsch-harkálypapagáj (Micropsitta finschii)
- Geelvink-harkálypapagáj (Micropsitta geelvinkiana)
- Sárgasapkás harkálypapagáj (Micropsitta keiensis)
- Meek-harkálypapagáj (Micropsitta meeki)
- Barnafejű harkálypapagáj (Micropsitta pusio)